# Bauartzulassung
Bei einer Bauartzulassung, österreichisch Typisierung wird anhand von technischen Beschreibungen und Zeichnungen geprüft, ob die Konstruktion und Beschaffenheit eines für einen bestimmten Zweck hergestellten Gerätes/Produktes den für diesen Zweck geltenden Vorschriften entsprechen. Eine Zulassung jedes einzelnen Gerätes/Produktes (Einzelgenehmigung) ist mit einer erteilten Bauartzulassung nicht mehr erforderlich.
Die Bauartzulassung erfolgt auf der Basis von Gesetzen/Verordnungen in der Regel durch eine damit beauftragte Behörde.

## Nationales

### Deutschland
Vorschriften über eine Bauartzulassung enthalten z. B. folgende Rechtsnormen der Bundesrepublik Deutschland:
- der § 33 des Bundes-Immissionsschutzgesetzes (BImSchG), der (in Verbindung mit § 3 Absatz 5 Nummern 1 und 2) die Bauartzulassung von Betriebsstätten, sonstige ortsfeste Einrichtungen, Maschinen, Geräten und sonstige ortsveränderliche technische Einrichtungen sowie von Fahrzeugen, soweit sie nicht der Vorschrift des § 38 unterliegen, regelt;
- die §§ 25–27 Strahlenschutzverordnung (StrlSchV) in Verbindung mit deren Anlage V, die die Zulassung der Bauart von Geräten und anderen Vorrichtungen, in die sonstige radioaktive Stoffe nach § 2 Absatz 1 des Atomgesetzes eingefügt sind, sowie von Anlagen zur Erzeugung ionisierender Strahlen (bauartzugelassene Vorrichtungen) regelt.

Das deutsche Wasserhaushaltsgesetz (WHG) enthielt bis einschließlich des 28. Februars 2010 Vorschriften bezüglich einer Bauartzulassung in seinem damaligen § 19h Absatz 2. Ist eine solche Bauartzulassung vor dem 1. März 2010 nach § 19h Absatz 2 des Wasserhaushaltsgesetzes in der am 28. Februar 2010 geltenden Fassung erteilt worden, so entbindet sie gemäß § 105 Absatz 3 Satz 2 des Wasserhaushaltsgesetz von dem Erfordernis der Eignungsfeststellung nach § 63 Absatz 1 Wasserhaushaltsgesetz.